# Diocèse de Pembroke
Le diocèse de Pembroke (Dioecesis Pembrokensis en latin) est un diocèse de l'Église catholique au Canada. Sa majeure partie est située en Ontario, mais son territoire s'étend également au Québec et il comprend des paroisses anglophones et francophones. D'ailleurs, son évêque fait partie des assemblées épiscopales régionales des deux provinces. Il fait partie de la province ecclésiastique d'Ottawa-Cornwall. Son siège épiscopal est la cathédrale Saint-Columbkille de Pembroke. Il a été érigé canoniquement en tant que le vicariat apostolique de Pontiac le 11 juillet 1882. Il a été élevé au rang de diocèse et adopta son nom actuel le 4 mai 1898. 

## Description

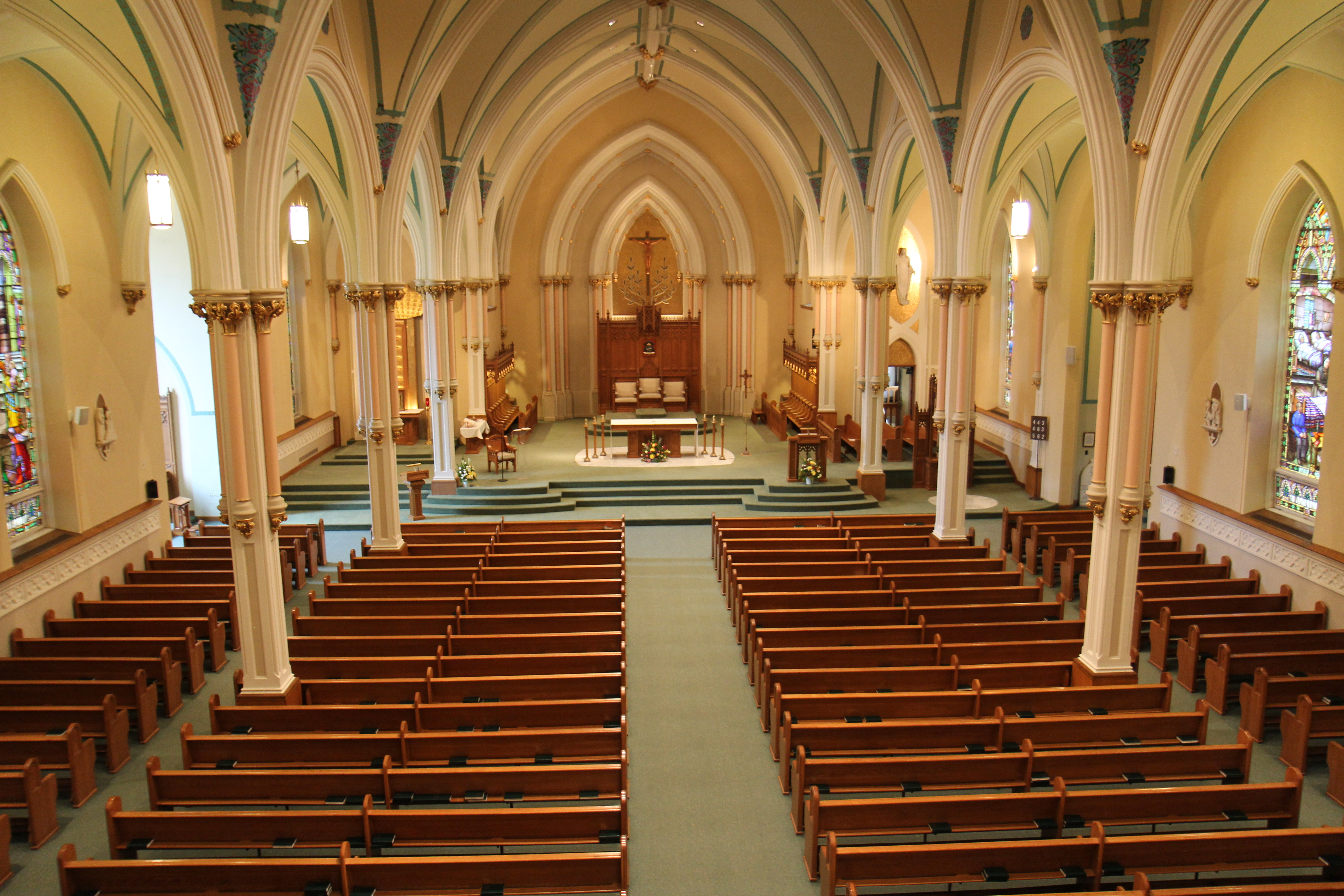
L'intérieur de la cathédrale Saint-Columbkille de Pembroke

Le diocèse de Pembroke est l'une des juridictions de l'Église catholique au Canada. Son siège épiscopal est la cathédrale Saint-Columbkille de Pembroke,. Il est suffragant de l'archidiocèse d'Ottawa-Cornwall,,. Depuis juin 2024, le siège épiscopal est tenu par Michael Brehl (de). 
Le territoire du diocèse de Pembroke s'étend sur 20 000 km2 en Ontario et au Québec,. D'ailleurs, son évêque fait partie des assemblées épiscopales régionales des deux provinces. En 2023, il est divisé en 49 paroisses. En 2004, il en comprenait 59, dont 15 au Québec.
En 2023, le diocèse de Pembroke dessert environ 60 000 catholiques, soit 40,2% de la population totale de son territoire, avec un total de 57 prêtres et 12 diacres permanents.

## Histoire
Le vicariat apostolique de Pontiac a été érigé canoniquement le 11 juillet 1882 à partir de territoires des diocèses d'Ottawa, de Saint-Boniface et de Trois-Rivières,. Le premier vicaire apostolique fut Narcisse-Zéphirin Lorrain, qui était un prêtre du diocèse de Montréal, nommé le 14 juillet 1882,,.

Emplacement du diocèse.
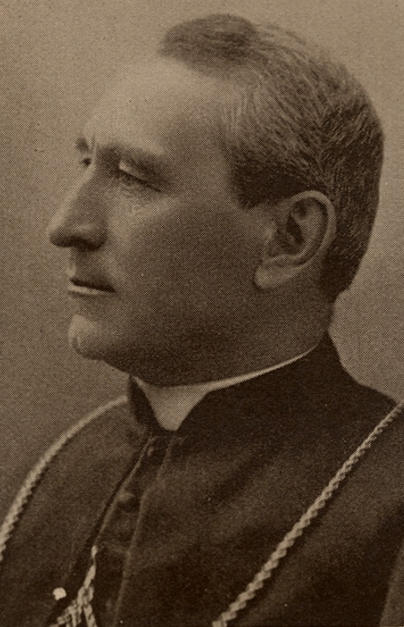
Narcisse-Zéphirin Lorrain, 1er évêque de Pembroke.

Le 4 mai 1898, le vicariat apostolique a été élevé au rang de diocèse et renommé en diocèse de Pembroke par la même occasion,. Narcisse-Zéphirin Lorrain en devint alors le premier évêque. Il demeura à cette fonction jusqu'à sa mort le 18 décembre 1915,,.
Le 21 septembre 1908, le diocèse de Pembroke perdit une partie de son territoire lors de l'érection du vicariat apostolique de Temiskaming, de nos jours le diocèse de Timmins,,.

## Ordinaires
| #  | Nom                        | Dates                          |
| -- | -------------------------- | ------------------------------ |
| 1  | Narcisse-Zéphirin Lorrain  | 6 mai 1898 au 18 décembre 1915 |
| 2  | Patrick Thomas Ryan        | 5 août 1916 - 15 avril 1937    |
| 3  | Charles Leo Nelligan       | 16 août 1937 - 19 mai 1945     |
| 4  | William Joseph Smith       | 19 mai 1945 - 8 février 1971   |
| 5  | Joseph Raymond Windle (de) | 8 février 1971 - 5 mai 1993    |
| 6  | Brendan Michael O'Brien    | 5 mai 1993 - 4 décembre 2000   |
| 7  | Richard William Smith      | 27 avril 2002 - 22 mars 2007   |
| 8  | Michael Mulhall            | 30 juin 2007 - 28 mars 2019    |
| 9  | Guy Desrochers             | 6 mai 2020 - 8 juillet 2023    |
| 10 | Michael Brehl (de)         | depuis le 11 juin 2024         |

| Nom                   | Dates                            |
| --------------------- | -------------------------------- |
| Joseph Raymond Windle | 23 janvier 1969 - 8 février 1971 |

| Nom                 | Dates                    |
| ------------------- | ------------------------ |
| Patrick Thomas Ryan | 6 mai 1912 - 5 août 1916 |

| # | Nom                       | Dates                        |
| - | ------------------------- | ---------------------------- |
| 1 | Narcisse-Zéphirin Lorrain | 14 juillet 1882 - 6 mai 1898 |

## Source
- (en) Cet article est partiellement ou en totalité issu de l’article de Wikipédia en anglais intitulé « Roman Catholic Diocese of Pembroke » (voir la liste des auteurs).